# Oktalogie
Oktalogie je umělecké dílo, nejčastěji literární, o osmi relativně samostatných částech, které spolu souvisejí motivicky, látkově nebo problémově.

## Příklady oktalogií

### Film
Označení filmová oktalogie je pojem zavádějící resp. nemusí být stálý, neboť u komerčně úspěšných filmů mohou být dotáčena jejich další pokračování. Nikdo proto nemůže říci, zdali to, co je dnes charakterizováno jako oktalogie, nebude zítra např. oktalogií nebo mnohodílnou filmovou sérií.[zdroj⁠?!] V kinematografii má proto tento pojem smysl pouze u výrazně časově ohraničených nebo již definitivně uzavřených děl. Jako příklad je Harry Potter (Harry Potter a Kámen mudrců, Harry Potter a Tajemná komnata, Harry Potter a vězeň z Azkabanu, Harry Potter a Ohnivý pohár, Harry Potter a Fénixův řád, Harry Potter a Princ dvojí krve, Harry Potter a Relikvie smrti – část 1, Harry Potter a Relikvie smrti – část 2).